# 28. srpnja
28. srpnja (28. 7.) 209. je dan godine po gregorijanskom kalendaru (210. u prijestupnoj godini).
Do kraja godine ima još 156 dana.

## Događaji
- 1586. – u Europu donesen krumpir.
- 1772. – Poveljom carice Marije Terezije, Josip Pejačević dobio nasljedni grofovski naslov. Od tad nosi naslov Virovitički.
- 1821. – Peru se odcijepio od Španjolske.
- 1867. – u Zagrebu svečano otvorena Jugoslavenska akademija znanosti i umjetnosti, danas Hrvatska akademija znanosti i umjetnosti.
- 1868. – SAD: Crnci dobili pravo na državljanstvo.
- 1914. – Austro-Ugarska, na njemački poticaj objavljuje Srbiji rat; ovaj se nadnevak uzima za početak prvog svjetskog rata.
- 1945. – Američki kongres ratificirao osnivanje OUN.
- 1954. – Objavljen je prvi intervju s Elvisom Presleyjem.
- 1976. - Potres u Tangshanu, drugi najgori potres u povijesti po broju ljudskih žrtava.
- 1993. – Pokolj u Doljanima - pripadnici Armije BiH počinili su ratni zločin kad su ubili 63 Hrvata u selu Doljani (Jablanica, BiH).

| - 1849. – Vjekoslav Klaić, hrvatski povjesničar i pisac († 1928.) - 1885. – Branko Gavella, hrvatski redatelj, teatrolog i kazališni pedagog († 1962.) - 1887. – Marcel Duchamp, francuski slikar († 1910.) - 1902. – Karl Popper, austrijsko-britanski filozof († 1994.) - 1909. – Malcolm Lowry, britanski romanopisac († 1959.) - 1919. – Milan Horvat, hrvatski dirigent i glazbeni pedagog († 2014.) - 1925. – Juan Alberto Schiaffino, urugvajsko-talijanski nogometaš († 2002.) - 1928. – Dalibor Brozović, hrvatski jezikoslovac, akademik i političar († 2009.) - 1929. – Jacqueline Kennedy Onassis, američka Prva dama († 1994.) - 1938. – Arsen Dedić, hrvatski književnik, pjesnik i kantautor († 2015.) - 1938. – Alberto Fujimori, predsjednik Perua 1990. – 2000. († 2024.) - 1938. – Luis Aragonés, španjolski nogometaš i trener - 1945. – Jim Davis, američki karikaturist, autor Garfielda - 1954. – Hugo Chávez, predsjednik Venezuele 1999. – 2013. - 1954. – Slaviša Žungul, hrvatski nogometaš - 1964. – Lori Loughlin, američka glumica - 1971. – Abu Bakr al-Bagdadi, irački terorist i vođa Islamske države - 1974. – Aleksis Cipras, grčki političar, premijer 2015. – 2019. - 1993. – Harry Kane, engleski nogometaš | - 450. – Teodozije II., istočnorimski car (* 401.) - 1057. – Viktor II., papa (* oko 1018.) - 1655. – Cyrano de Bergerac, francuski pjesnik i dramatičar (* 1619.) - 1741. – Antonio Vivaldi, talijanski skladatelj (* 1678.) - 1750. – Johann Sebastian Bach, njemački skladatelj (* 1685.) - 1794. – Maximilien Robespierre, francuski revolucionar (* 1758.) - 1808. – Selim III., turski sultan (* 1761.) - 1842. – Clemens Brentano, njemački književnik (* 1718.) - 1887. – Juraj Fridecki, svećenik i pisac gradišćanskih Hrvata (* 1820.) - 1968. – Otto Hahn, njemački kemičar, "otac nuklearne kemije" (* 1879.) - 1983. – Stjepan Đureković, hrvatski gospodarstvenik (* 1926.) - 1987. – Šime Vučetić, hrvatski književnik (* 1909.) - 1985. – Dora Maar, francuska slikarica (* 1907.) - 1993. – Boris Hristov, bugarski operni pjevač (* 1914.) - 1999. – Stjepan Tomičić, hrvatski novinar (* 1919.) - 2004. – Francis Crick, britanski molekularni biolog, jedan od otkrivača strukture DNA (* 1916.) - 2017. – Enzo Bettiza, talijanski pisac i novinar rodom iz Splita (* 1927.) - 2021. – Ruben Radica, hrvatski skladatelj, glazbeni pedagog i akademik (* 1931.) |

## Blagdani i spomendani
- Sveta Alfonsa
- Dan neovisnosti u Peruu
- Svjetski dan hepatitisa[1]